# Atkins
Atkins  (titlul original: în germană Atkins) este un film dramatic est-german, realizat în 1985 de regizorul Helge Trimpert, protagoniști fiind actorii Oleg Borisov, Peter Zimmermann, Colea Răutu și Barbara Dittus.

## Conținut
În America de Nord, la începutul secolului XX, resemnatul Atkins s-a retras dintr-un mare oraș, într-o vale singuratică. Acolo întâlnește indieni care au fugit dintr-o rezervație și care îl privesc cu suspiciune. Treptat, le poate câștiga încrederea, dar se ivește un alt necaz: tânărul geolog Morris care este ahtiat după minereuri, se agață de Atkins pentru că a văzut la el o piatră  care l-a făcut să tragă concluzia că prin apropiere există zăcăminte de cupru. Când și-a atins obiectivul căutării, îl ucide pe unul dintre indieni, fuge din vale și se întoarce aducând soldații cu el. Atkins îl împușcă, dar la scurt timp este însuși victima gloanțelor soldaților.

## Distribuție
- Oleg Borisov – Tom Atkins
- Peter Zimmermann – Morris
- Colea Răutu – Der Alte
- Barbara Dittus – Rose
- Margit Bendokat – Emilie
- Kerstin Heine – Clytie
- Holger Franke –
- Vasile Nițulescu –
- Papil Panduru –
- Axel Werner –
- Peter Heiland –